# Cameraria macrocarpae
Cameraria macrocarpae là một loài bướm đêm thuộc họ Gracillariidae. Nó được tìm thấy ở Canada (Manitoba).
Ấu trùng ăn Quercus macrocarpa. Chúng ăn lá nơi chúng làm tổ.Tổ có dạng đốm.